# Zeevonk
De zeevonk (Noctiluca scintillans) is een heterotrofe dinoflagellaat van meestal 0,5 mm groot, maar kan door het vergroten van de vacuole opzwellen tot 2 mm en is dan rond tot boonvormig. In het voorjaar en aan het begin van de zomer kan de zeevonk bij beweging licht uitstralen door bioluminescentie.

## Kenmerken
De zeevonk is een relatief grote eencellige. Hij ziet eruit als een doorzichtig ballonnetje met een staart aan de achterkant. Hoewel de zeevonk zelf niet giftig is, kunnen zich bij massale aanwezigheid ophopingen van ammoniak voordoen die schadelijk zijn voor het aquatisch milieu.

## Verspreiding en leefgebied
De zeevonk komt voor in zowel koele kustgebieden als baaien van subtropische gebieden. Afhankelijk van de klimatologische omstandigheden kan de bloei van zeevonk paars, rood of groen zijn. Het water kan hierdoor een oranje kleur krijgen.

## Luminescentie
Bioluminescentie door de zeevonk zorgt voor lichteffecten in de golven, in de voetsporen van strandwandelaars en rond mensen die zwemmen in de zee. Deze luminescente effecten kunnen ook in België en Nederland worden waargenomen, voornamelijk bij warm weer en in ondiep water. Er is de grootste kans om zeevonk waar te nemen bij rustige zee, na een hevige storm. De luminescente reactie wordt veroorzaakt door het pigment luciferine en het enzym luciferase wanneer deze in aanraking komen met zuurstof. De veroorzaakte gloed is meestal blauw of groen (golflengte 474-476 nm).